# Rauchbier
Rauchbier é um tipo de cerveja, produzida a partir de malte defumado. O sabor característico lembra aquele de carne defumada. Devido aos processos de produção, diversos tipos de cerveja antigamente eram Rauchbier, sendo atualmente uma especialidade, por exemplo em Bamberg.

## Lendas
Existem algumas lendas sobre o surgimento da Rauchbier. Por exemplo, no incêndio de uma cervejaria o malte armazenado foi contaminado por fumaça (em alemão: Rauch). O cervejeiro, muito pobre, vendeu mesmo assim a cerveja produzida com aquele malte, e ao contrário de suas expectativas o produto caiu no paladar dos consumidores, de tal forma que ele continuou a produzir cerveja com malte previamente defumado.

## Produção
As cervejas antigamente eram efetivamente Rauchbier. A razão disto está na produção do malte, que deve ser seco para a produção de cerveja. Além da secagem ao sol, que devido a condições climáticas não era possível em todas as regiões, usava-se também um processo semelhante àquele utilizado na produção de chá defumado mediante um forno a lenha aberto. Calor e fumaça fluiam pelos grãos (normalmente cevada) a serem malteados, retirando umidade e tornando o produto conservável. Durante a industrialização novas técnicas foram desenvolvidas, com a utilização de técnicas de aquecimento baseadas em combustíveis fósseis, tais como carvão e óleo. Como estes procedimentos eram mais simples e baratos, ficando o produto a ser malteado livre do contato com a fumaça, substituíram progressivamente os antigos fornos a lenha.

## Fabricantes
Enquanto outras cervejarias se adaptaram à nova técnica da produção de malte livre de fumaça (em alemão: rauchfrei), a antiga tradição foi mantida até a atualidade em Bamberg pelas cervejarias Brauerei Spezial e Schlenkerla. Devido a isto fala-se mundialmente nos círculos cervejeiros sobre a Rauchbier de Bamberg. Para desfrutar o sabor da Rauchbier é necessário um processo de adaptação, e de acordo com um ditado popular apenas no terceiro caneco é que descobre-se seu paladar, principalmente em tratando-se da Schlenkerla, com sabor de defumação mais forte. Algumas outras cervejarias no entorno de Barberg também produzem Rauchbier, como por exemplo a Felsentrunk (Brauerei Hartmann, Würgau), a Hirschentrunk (Brauerei Kraus, Hirschaid).
Nos últimos anos a Rauchbier está passando por uma fase de renascimento, principalmente nos Estados Unidos, onde diversas cervejarias pequenas a produzem em determinados períodos, como por exemplo a Black Forest Brewhaus em Farmingdale, Nova Iorque. Também na Francônia diversos fabricantes voltaram a produzir Rauchbier, como por exemplo duas cervejarias de Memmelsdorf, Brauereie Drei Kronen e Brauerei Hummel. Outras cervejarias que produzem Rauchbier na Alemanha são:
- Brauerei Fischer, Greuth (Höchstadt an der Aisch)
- Brauerei Kundmüller, Weiher
- Brauerei Barnikel, Herrnsdorf
- Brauerei Göller, Zeil am Main
- Brauerei Hartmann, Würgau
- Kaiserdom, Gaustadt, Bamberg (não é vendida em Bamberg)
- Allgäuer Brauhaus (cerveja denominada Altenmünster Steinbier).

Em Berlim a Eschenbräu (bairro Wedding) produz Rauchbier, em Dresden a Hausbrauerei Schwingenheuer e na Áustria a Braucommune Freistadt. Em Husum também é produzida desde 2008 a Rauchbier.
No Brasil, a cervejaria Bierbaum, de Treze Tílias, em Santa Catarina, produz a Bierbaum Weizen Rauchbier em apenas uma época do ano, elaborada com 75% de malte de trigo defumado em carvalho, de alta fermentação e médio teor alcoólico. 
Também na Argentina a pequena cervejaria El Bolsón em El Bolsón na província de Rio Negro produz Rauchbier. Também no Japão é produzida a Rauchbier. 